# UFC on ABC: Sandhagen vs. Nurmagomedov
UFC on ABC: Sandhagen vs. Nurmagomedov（ユーエフシー・オン・エービーシー：サンドヘイゲン・バーサス・ヌルマゴメドフ、別名UFC on ABC 7）は、アメリカ合衆国の総合格闘技団体「UFC」の大会の一つ。2024年8月3日、アブダビ・ヤス島のファイトアイランド内エティハド・アリーナで開催された。

## 大会概要
本大会はコーリー・サンドヘイゲンとウマル・ヌルマゴメドフのバンタム級戦が組まれた。

## 試合結果

### プレリミナリーカード
第1試合 ミドル級 5分3R
○  セドリケス・ドゥマス vs.  デニス・トゥルーリン ×
3R終了 判定3-0（29-28、29-28、30-27）
第2試合 ライト級 5分3R
○  ジャイ・ハーバート vs.  ロランド・ベドーヤ ×
3R終了 判定3-0（30-27、30-27、29-28）
第3試合 女子ストロー級 5分3R
○  サム・ヒューズ vs.  ビクトリア・ドゥダコバ ×
3R終了 判定2-1（27-30、29-28、29-28）
第4試合 ライト級 5分3R
○  グラム・クタテラーゼ vs.  ジョーダン・ ブチェニク ×
3R終了 判定3-0（29-28、29-28、29-28）
第5試合 ヘビー級 5分3R
○  シャミル・ガジエフ vs.  ドンテイル・メイエス ×
3R終了 判定3-0（30-27、30-27、30-27）
第6試合 ライト級 5分3R
○  カウエ・フェルナンデス vs.  モハンマド・ヤヒヤ ×
1R 4:45 TKO（右ストレート→パウンド）
第7試合 ライトヘビー級 5分3R
○  アザマト・ムルザカノフ vs.  アロンゾ・メニフィールド ×
2R 3:18 KO（スタンドパンチ連打→パウンド）

### メインカード
第8試合 ライト級 5分3R
○  ヨエル・アルバレス vs.  エルブス・ブレナー ×
3R 3:36 TKO（膝蹴り連打→パウンド）
第9試合 女子ストロー級 5分3R
○  マッケンジー・ダーン vs.  ルーピー・ゴディネス ×
3R終了 判定3-0（29-28、29-28、29-28）
第10試合 ウェルター級 5分3R
○  マイケル・キエーザ vs.  トニー・ファーガソン ×
1R 3:44 リアネイキドチョーク
第11試合 バンタム級 5分3R
○  デイブソン・フィゲイレード vs.  マルロン・ヴェラ ×
3R終了 判定3-0（29-28、29-28、30-27）
第12試合 ミドル級 5分3R
○  シャラ・マゴメドフ vs.  ミハル・オレクシェイチュク ×
3R終了 判定3-0（30-27、30-27、29-28）
第13試合 バンタム級 5分5R
○  ウマル・ヌルマゴメドフ vs.  コーリー・サンドヘイゲン ×
5R終了 判定3-0（50-45、49-46、49-46）

### 各賞
ファイト・オブ・ザ・ナイト：シャラ・マゴメドフ vs. ミハル・オレクシェイチュク
パフォーマンス・オブ・ザ・ナイト：ヨエル・アルバレス、アザマト・ムルザカノフ
各選手にはボーナスとして5万ドルが授与された。

### カード変更
負傷などによるカードの変更は以下の通り。